# Сан-Домингуш-де-Рана
Сан-Домингуш-де-Рана (порт. São Domingos de Rana)  —  португальская деревня. В качестве района (фрегезии) в Португалии,  входит в округ Лиссабон. Является составной частью муниципалитета  Кашкайш. Находится в составе крупной городской агломерации Большой Лиссабон. По старому административному делению входила в провинцию Эштремадура. Входит в экономико-статистический  субрегион Большой Лиссабон, который входит в Лиссабонский регион. Население составляет 57 502 человека на 2011 год. Занимает площадь 20,51 км². В 2021 году это был четвертый район Португалии по численности населения.
Покровителем района считается Святой Доминик (порт. S. Domingos de Gusmão).